# Roswitha Klaushofer
Roswitha Klaushofer (* 25. August 1954 in Salzburg) ist eine österreichische Lyrikerin und bildende Künstlerin.

## Leben und Werk
Geboren 1954 in Salzburg lebt Roswitha Klaushofer seit 1976 in Zell am See im Ortsteil Schüttdorf und war beruflich als Instrumentallehrerin am Musikum Salzburg tätig. Daneben war sie auch Mitglied der in den Bezirken Pinzgau und Pongau angesiedelten Arbeitsgruppe Kalender Inner Gebirg, welche von 1988 bis 2001 einen regionsbezogenen Wandkalender herausgab. Literarisch tritt Roswitha Klaushofer vor allem im Bereich Lyrik in Erscheinung. Weiterhin ist sie auch als bildende Künstlerin tätig. Mit anderen Künstlern wie etwa Xago, Johannes Kotschy oder Bruno Strobl arbeitet sie regelmäßig in Ton- und Textkooperationen zusammen. Der Dirigent, Komponist und Autor Wolfgang Danzmayr hat nach Texten von Roswitha Klaushofer vier Suiten für Cello geschrieben, die am 18. und 30. Juni 2011 im Literaturhaus Salzburg teiluraufgeführt wurden und 2017 im Kulturhaus Anif bei Salzburg ihre Gesamturaufführung erfuhren.

## Würdigungen
- 1996 Salzburger Lyrikpreis
- 2002 Arbeitsstipendien des Landes Salzburg
- 2002 Arbeitsstipendium des Bundeskanzleramts Wien
- 2003 Arbeitsstipendien des Landes Salzburg
- 2006 Arbeitsstipendium Bundeskanzleramt Wien
- 2007 Als Vertreterin für Österreich: Einladung nach Mexiko zum „Festival de la Literatura Europea“ und „austria entre lineas“
- 2009 Arbeitsstipendium des Bundeskanzleramts Wien

## Werke (Auswahl)
- Schattenversteck unterm Lid. Gedichte. Ed. Doppelpunkt, Wien 1999, ISBN 3-85273-071-6.
- Hoffnung auf Meer. Gedichte. Hrsg. und mit einem Nachw. von Dieter Straub. Mit drei Linolschnitten von Schoko Casana Rosso. Corvinus Presse, Berlin 2000, ISBN 3-910172-74-1.
- Wärmestein und Windeis. Anagramme. St. Georgs Presse, St. Georgen an d. Gusen 2000.
- Zeitflügel. Gedichte. Ed. Doppelpunkt, Wien 2001, ISBN 3-85273-085-6.
- Im Wachs klirrt Leim. Anagramm-Gedichte. Mit Radierungen von Roger Troks. Alphaia, Berlin 2001, ISBN 3-926677-25-2.
- Stein-Garten. Gedichte. Alphaia, Berlin 2002, ISBN 3-926677-34-1.
- Zwischen Tagnacht und Hautbeginn. Gedichte. Vertonungen für Stimme und Cello von Bruno Strobl. Malerei und Tusche-Zeichnungen von Christian Rothmann. Alphaia, Berlin 2006, ISBN 978-3-926677-57-0.
- Spiegelparade. Gedichte. Mit Zeichnungen von Anton Thuswaldner. Ed. Tandem, Salzburg & Wien 2010, ISBN 978-3-902606-37-2.
- Von irrlichternden Sonnen / De soles fatuos. Gedichte, zweisprachig. Übertragung ins Spanische von María Luisa Domínguez. Ed. Tandem, Wien 2010, ISBN 978-3-902606-42-6.
- Hinter dem Scheibenglas. Gedichte und Zeichnungen, Edition Tandem, Salzburg, Wien 2014.
- Die Inseln. Nach 16 Blättern von Wolfgang Seierl. Gedichte und Zeichnungen. Edition Tandem, Salzburg & Wien, Wien 2017.
- Spezies. Gedichte. Mit Zeichnungen von Wolfgang Seierl. Edition Tandem, Salzburg & Wien, Wien 2020.
- Von den dunklen seiten der postkarten. 33 Einzelblätter in Sammelmappe. Edition Tandem, Salzburg & Wien, Wien 2023.